# گابور کیرای
گابور فِرِنتس کیرای، شناخته شده با نام کِرالی (مجاری: Király Gábor Ferenc، زادهٔ ۱ آوریل ۱۹۷۶ در سومبات‌هی) بازیکن فوتبال اهل مجارستان است. او در پست دروازه‌بان بازی می‌کرد.
از باشگاه‌هایی که او در آن بازی کرده است می‌توان به هرتابرلین، کریستال پالاس، وستهام یونایتد، استون ویلا، برنلی، بایر لورکوزن، مونیخ ۱۸۶۰ و فولام اشاره کرد. او در تاریخ ۲۳ می ۲۰۱۹ از دنیای فوتبال خداحافظی کرد.

## تیم ملی مجارستان
کرالی اولین بازی ملی خود را در سال ۱۹۹۸ و در مقابل تیم ملی اتریش به انجام رساند و در آن مسابقه تنها پس از ۴ دقیقه موفق شد ضربهٔ پنالتی تونی پولستر را، که رکورددار بیشترین گلزنی در تیم ملی اتریش است، مهار کند. در آن مسابقه، مجارستان با نتیجهٔ سه بر دو در مقابل اتریش به پیروزی دست یافت.
وی صدمین بازی ملی خود را در تاریخ ۱۲ نوامبر ۲۰۱۵ در مقابل تیم ملی نروژ در دیدار رفت مرحلهٔ پلی‌آف جام ملت‌های اروپا ۲۰۱۶ به انجام رساند که با برتری یک بر صفر مجارها همراه بود.
در ۱۵ نوامبر ۲۰۱۵ و در بازی برگشت پلی‌آف جام ملت‌های اروپا ۲۰۱۶، مجارستان در مقابل نروژ به برتری دو بر یک رسید و با توجه به برتری یک بر صفر مجارها در بازی رفت، با برتری سه بر یک در دو بازی رفت و برگشت، او به همراه مجارستان به مسابقات جام ملت‌های اروپا صعود کردند تا به ۱۰ دوره ناکامی در صعود به این مسابقات پایان دهند و برای سومین بار به این مسابقات راه پیدا کنند.
کرالی در مسابقات جام ملت‌های اروپا ۲۰۱۶ با ۴۰ سال و ۸۶ روز، رکورد مسن‌ترین بازیکن تاریخ مسابقات جام ملت‌های اروپا را شکست. رکورد قبلی با ۳۹ سال و ۹۱ روز متعلق به لوتار ماتئوس بود.
تیم ملی مجارستان در گروه F جام ملت‌های اروپا ۲۰۱۶ که با تیم‌های پرتغال، اتریش و ایسلند همگروه بود، به عنوان تیم صدرنشین به مرحلهٔ یک‌هشتم نهایی صعود کرد اما در این مرحله با شکست مقابل بلژیک از دور مسابقات کنار رفت. وی در هر ۴ مسابقه در میدان حضور داشت.
او آخرین بازی ملی خود را در تاریخ ۱۵ نوامبر ۲۰۱۶ در مقابل سوئد و در یک بازی دوستانه به انجام رساند و از تیم ملی مجارستان خداحافظی کرد.
کرالی ۱۰۸ بار برای تیم ملی فوتبال مجارستان به میدان رفته و رکورددار بیشترین تعداد بازی در این تیم است.